# 愛の決断
『愛の決断』（あいのけつだん、原題：英語: The Valley of Decision）は、1945年に製作・公開されたアメリカ映画である。ピッツバーグを舞台としたマーシャ・ダヴェンポートの長編小説『決断の谷』の映画化であり、テイ・ガーネットが監督、グリア・ガースンと新進のグレゴリー・ペックが主演した。

## キャスト
- メアリー・ラファーティ：グリア・ガースン
- ポール・スコット：グレゴリー・ペック
- ウィリアム（ポールの父）：ドナルド・クリスプ
- パット（メアリーの父）：ライオネル・バリモア
- ジム・ブレナン：プレストン・フォスター
- コンスタンス（ポールの妹）：マーシャ・ハント
- クラリッサ（ポールの母）：グラディス・クーパー

## スタッフ
- 監督：テイ・ガーネット
- 製作：エドウィン・H・ノッフ
- 脚本：ソニア・レヴィン、ジョン・ミーハン
- 音楽：ハーバート・ストサート
- 撮影：ジョセフ・ルッテンバーグ
- 編集：ブランチ・シューエル
- 美術：セドリック・ギボンズ、ポール・グロッセ
- 装置：エドウィン・B・ウィリス
- 衣裳：アイリーン、マリオン・ハーウッド・キース
- 録音：ダグラス・シアラー

## アカデミー賞ノミネーション
- 主演女優賞：グリア・ガースン
- 作曲賞：ハーバート・ストサート